# Richard Whitehead

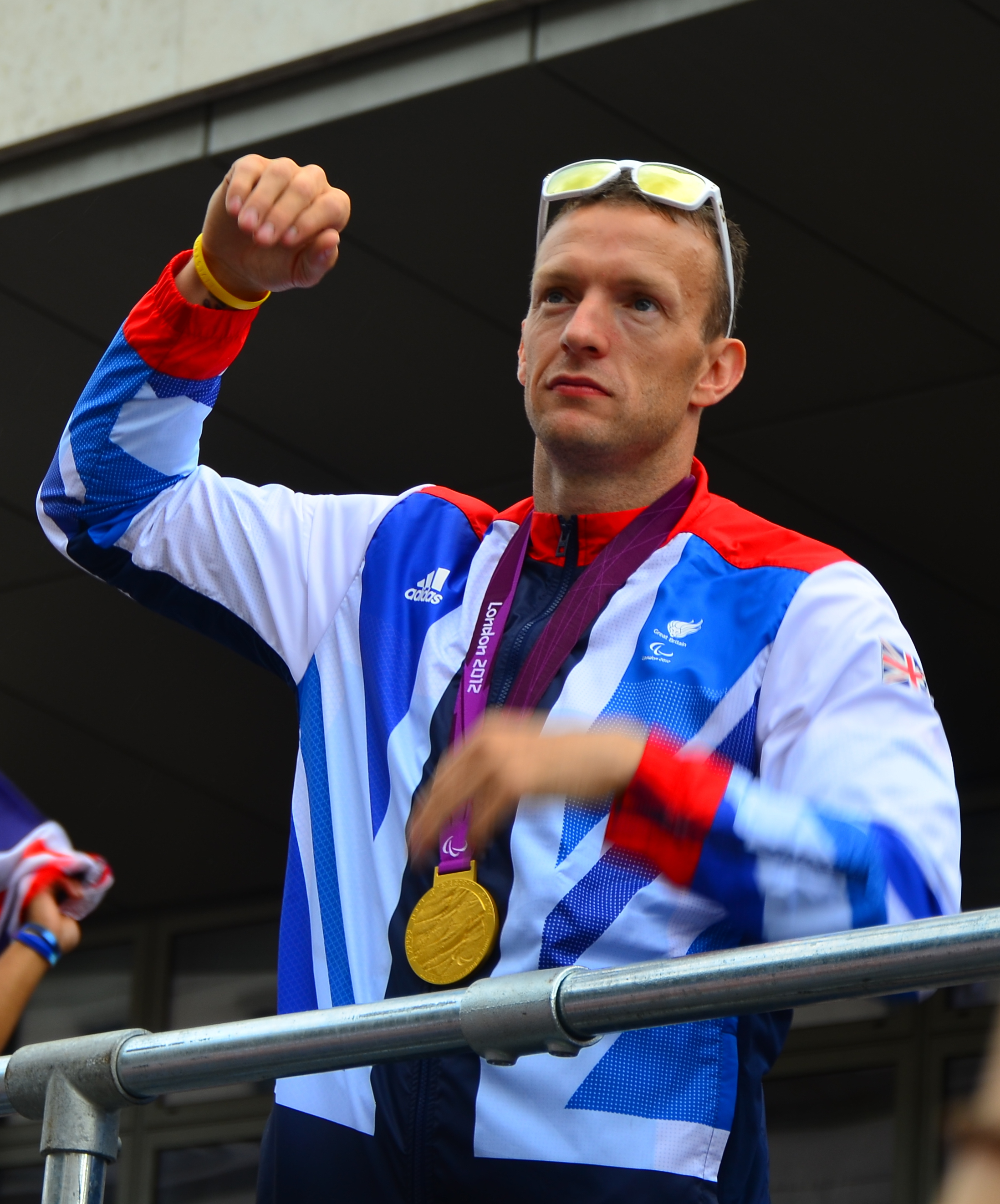
Richard Whitehead 2012

Richard Whitehead (* 19. Juli 1976 in Lowdham, Nottinghamshire, England) ist ein britischer Leichtathlet, dem seit der Geburt ab den Knien abwärts beide Beine fehlen. Spezialisiert hat er sich auf die Langstrecken, insbesondere Marathon und Halbmarathon, seit 2010 ist er aber auch auf den Strecken 200 und 400 Meter aktiv. In diesen Disziplinen hält Whitehead mehrere Weltrekorde.

## Leben und Karriere
Trotz seiner körperlichen Beeinträchtigung war Richard Whitehead schon früh in verschiedenen Sportarten erfolgreich. So gewann er im Schwimmen 1991 bei den World Youth Games in Australien vier Gold-, drei Silber- und zwei Bronzemedaillen. 2005 und 2006 war er Mitglied der britischen Cricket-Mannschaft der Behinderten. 2006 nahm er im Sledge-Eishockey an den Winter-Paralympics in Turin teil.
Seine Karriere als Leichtathlet startete er 2004, zunächst noch ohne Fußprothesen, sondern nur mit Spezialschuhen direkt an den Knien. Erst in der Vorbereitungsphase zum New-York-Marathon wechselte er auf hochwertige Össur-Prothesen und konnte die Distanz in 5:18 Stunden beenden. Mit Hilfe seiner Trainerin Liz Yelling gelang es ihm über mehrere Jahre, seine Zeiten kontinuierlich zu verbessern, zuletzt 2:42:52 Stunden beim Chicago-Marathon 2010. Daneben nahm er auch an Ultramarathons mit Distanzen bis zu 90 Kilometern teil. Seit 2010 tritt Whitehead auch auf den Strecken 200 und 400 Meter an, auch dem Umstand geschuldet, dass es für ihn mit der Klassifizierung T42 (Amputation oberhalb des Knies) keine Möglichkeit gibt, bei Weltmeisterschaften oder den Paralympics an Langstreckenwettbewerben teilzunehmen.
Gefördert vom britischen Leichtathletikverband und durch Sponsorengelder ist es Richard Whitehead möglich, sich Vollzeit um den Sport zu kümmern. Er lebt derzeit in Nottingham.

## Erfolge (Auszug)

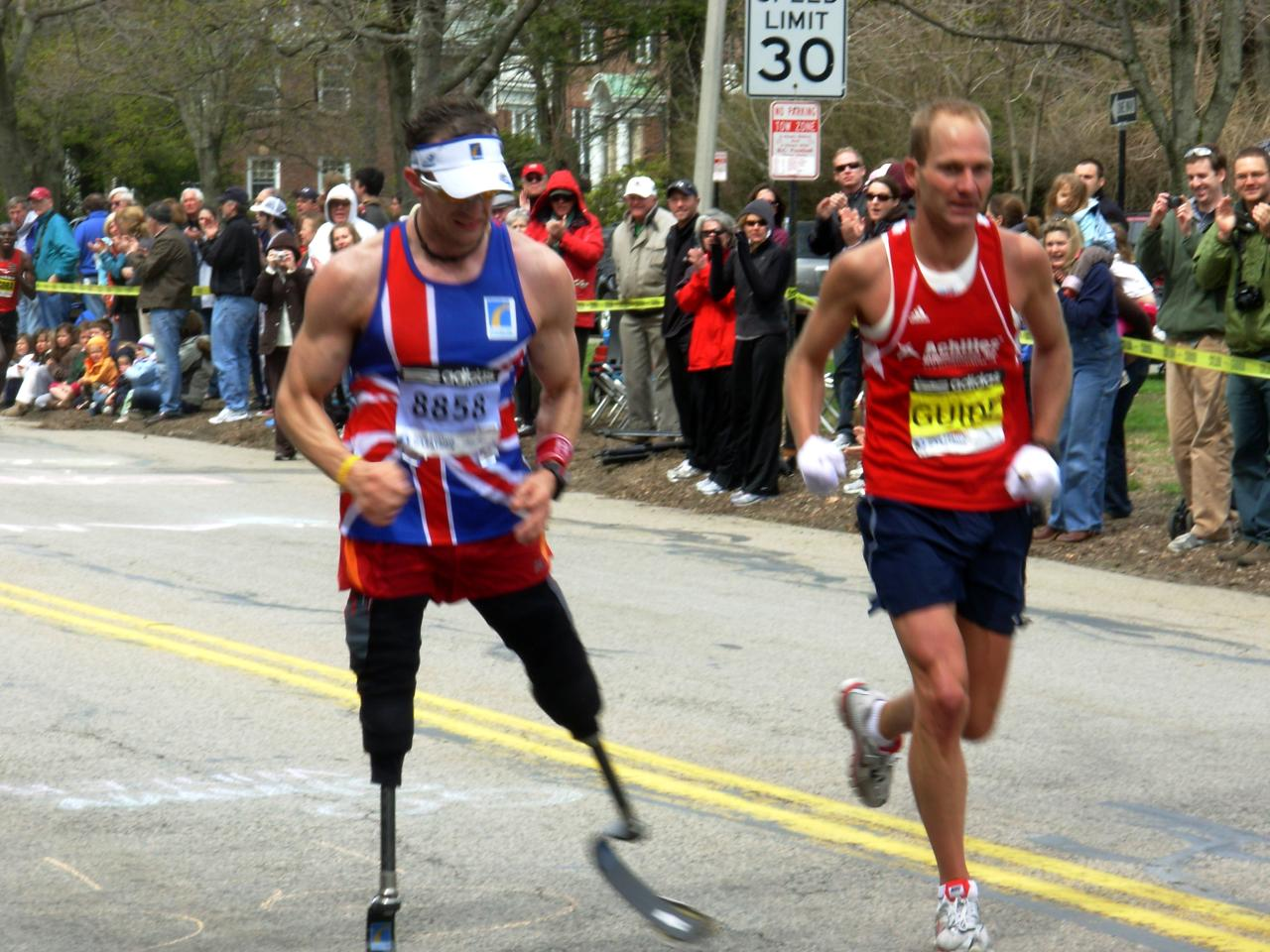
Richard Whitehead (links) beim Boston Marathon 2009

- 100 Meter – 12,97 Sekunden (London, 7. September 2012) – Paralympics 2012
- 100 Meter – 12,32 Sekunden (Silbermedaille, Rio de Janeiro, 15. September 2016) – Paralympics 2016
- 100 Meter – 13,58 Sekunden (Stoke Mandeville, 30. Juli 2011) – Stoke Mandeville Disability Athletics Challenge
- 200 Meter – 24,10 Sekunden (Weltrekord T42, Doha, 27. und 28. Oktober 2015) – IPC Weltmeisterschaft
- 200 Meter – 24,38 Sekunden (damaliger Weltrekord T42, London, 3. September 2012) – Paralympics 2012
- 200 Meter – 25,88 Sekunden (Goldmedaille, Christchurch, 24. Januar 2011) – IPC Weltmeisterschaft
- 400 Meter – 56,49 Sekunden (persönlicher Rekord, Nottingham, 19. September 2009) – CP Sport Grand Prix
- 400 Meter – 57,06 Sekunden (Weltrekord T42, Manchester, 27. Mai 2011) – BT Paralympic World Cup
- 800 Meter – 2:15,34 Minuten (Nottingham, 19. September 2009) – CP Sport Grand Prix
- 5 Meilen (8047 Meter) – 28:03 Minuten (Holme Pierrepont, 13. Mai 2009) – Notts AAA's Summer League
- 10.000 Meter – 36:52 Minuten (Southwell, 28. Dezember 2008) – Southwell 10K
- Halbmarathon – 1:14:59 Stunden (Weltrekord, Reading, 21. März 2010) – Reading Halbmarathon
- Marathon – 2:42:52 Stunden (Weltrekord, Chicago, 10. Oktober 2010) – Chicago-Marathon
- Marathon – 2:56:45 Stunden (erste Zeit eines doppelt Beinamputierten unter 3 Stunden, Rom, 22. März 2009) – Rom-Marathon
- Ultra-Marathon (56 km) – 6:13:00 Stunden (Kapstadt, 15. April 2006) – Two Oceans Marathon
- Ultra-Marathon (89,17 km) – 9:54:21 Stunden (Durban – Pietermaritzburg, 17. Juni 2007) – Comrades Marathon

## Sonstiges
- Richard Whiteheads Motto, das er sich auch auf den Unterarm tätowieren ließ, lautet „Cometh the hour, cometh the man“, zu deutsch etwa „Kommt Zeit, kommt Rat“.
- Scherzhaft nimmt Whitehead in Anspielung auf Oscar Pistorius den Titel „Fastest man on no legs“ für sich in Anspruch, zumindest was die Strecken oberhalb der 400 Meter angeht.
- Im Jahr 2000 hatte er in Gladiator eine Statistenrolle als Verwundeter.